# Monte Cacume
Il monte Caccume (secondo la topografia IGM) o "Cacume" (nome usato localmente) (1.095 m s.l.m.) è una montagna dei monti Lepini nell'Antiappennino laziale. Si trova nel Lazio nella provincia di Frosinone (comune di Patrica) e confina con il comune di Giuliano di Roma 
e con la provincia di Latina.

## Citazioni
Alcuni ritengono che il Caccume venga citato da Dante Alighieri nel quarto canto del Purgatorio nella Divina Commedia.
(Dante, Purgatorio, canto IV, vv.25-27)